# Посо-де-Урама
Посо-де-Урама (ісп. Pozo de Urama) — муніципалітет в Іспанії, у складі автономної спільноти Кастилія-і-Леон, у провінції Паленсія. Населення — 32 особи (2010).
Муніципалітет розташований на відстані близько 230 км на північний захід від Мадрида, 38 км на північний захід від Паленсії.

## Демографія
Динаміка населення (INE ):

## Галерея зображень

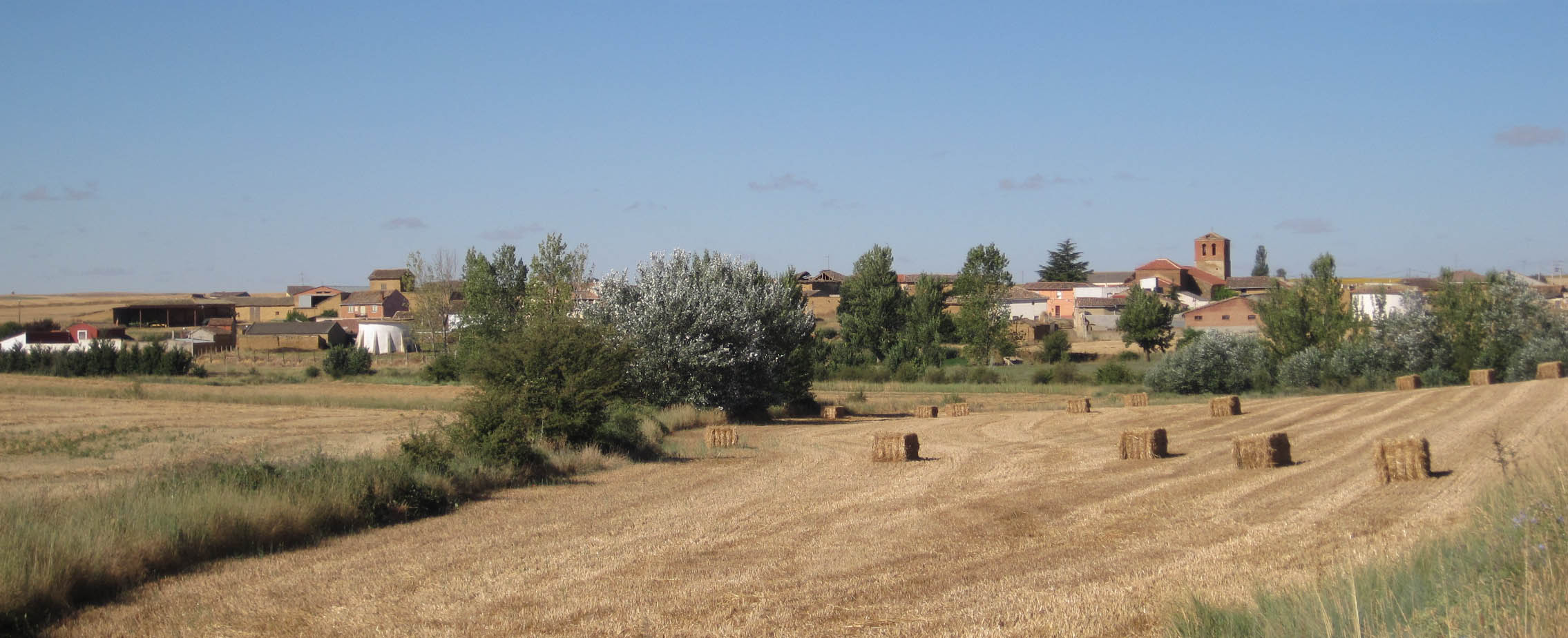
Посо-де-Урама
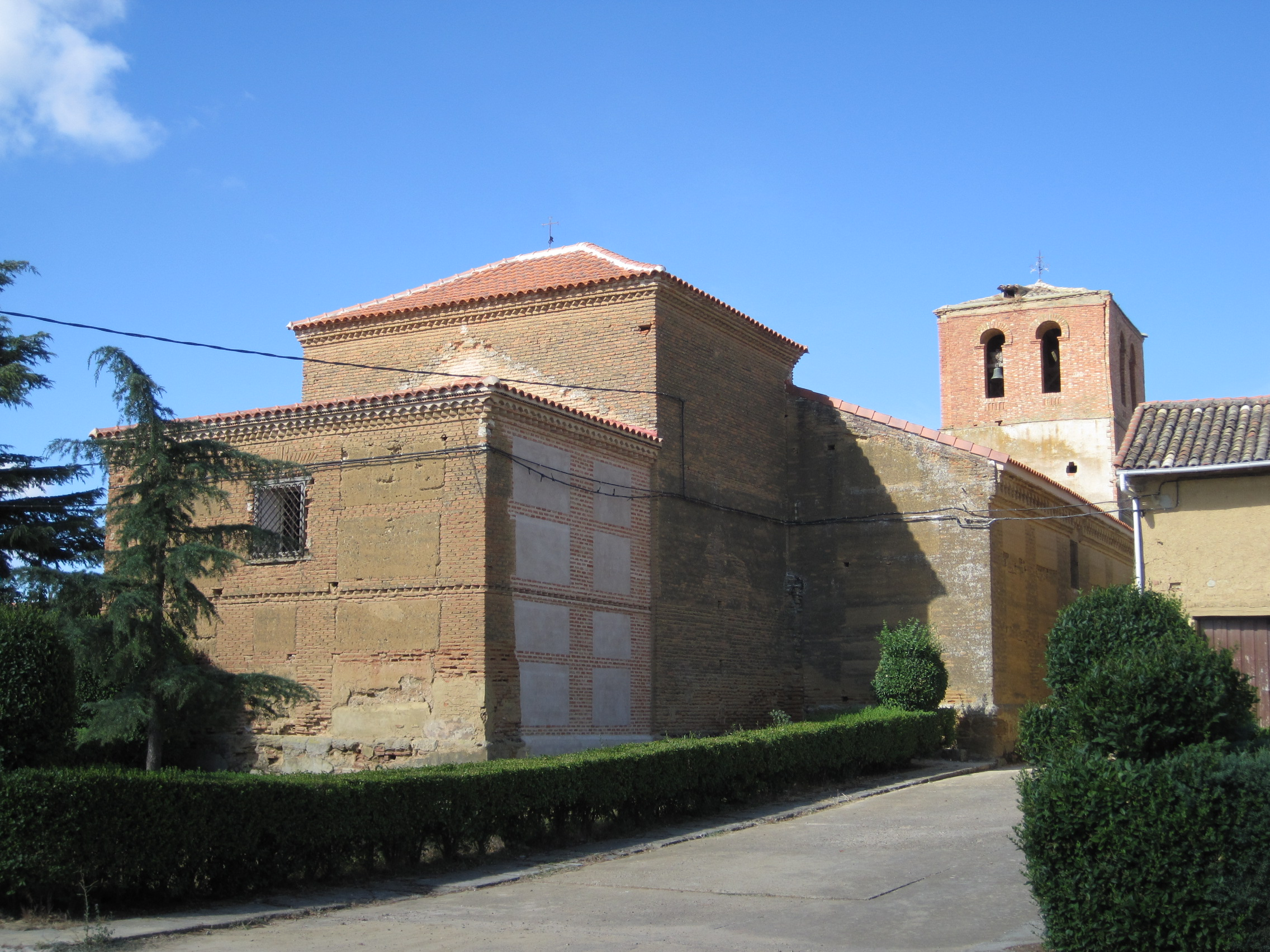
Церква Нуестра-Сеньйора-дель-Кастільйо
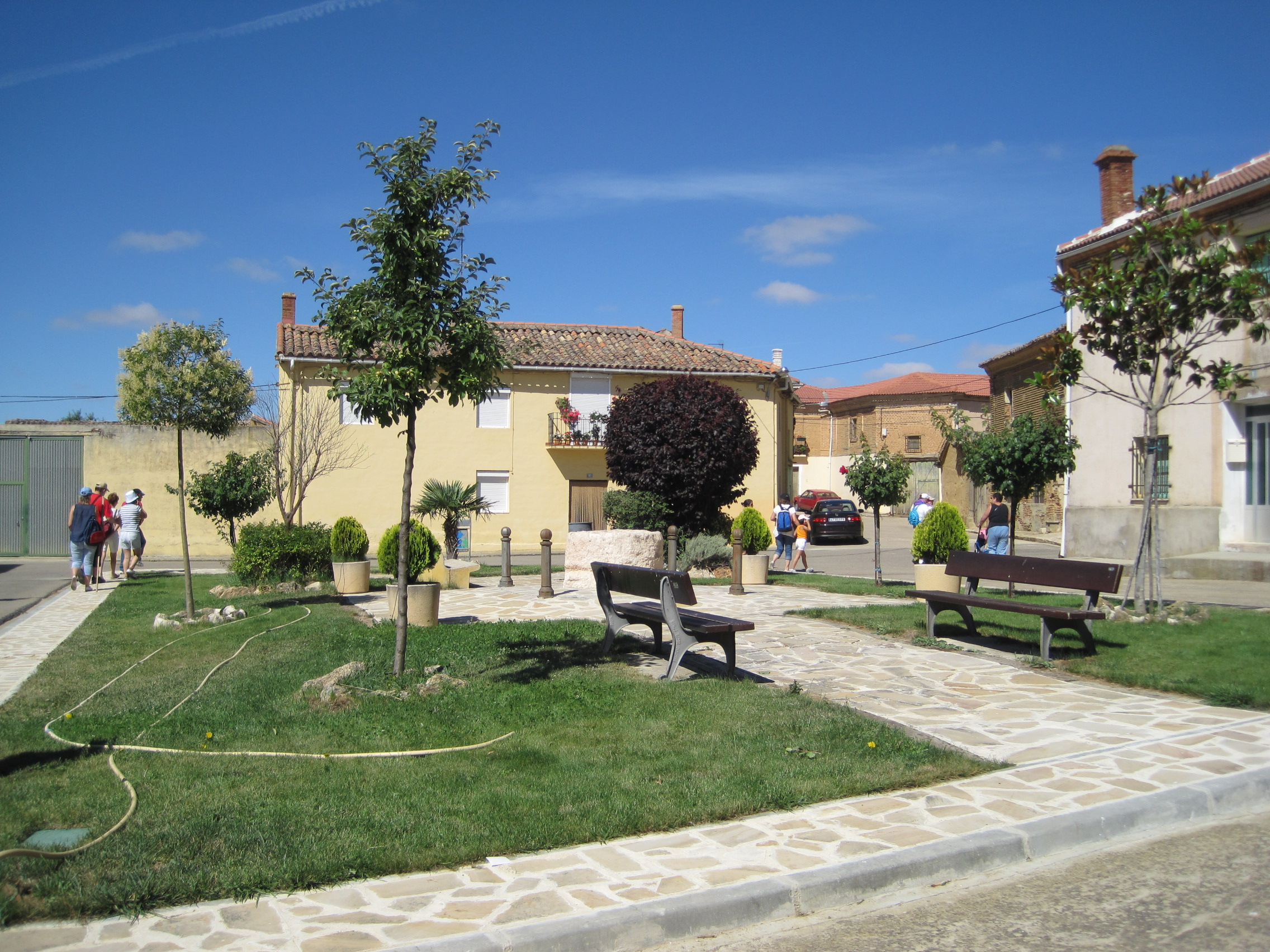
Пласа-Майор